# Robert Labarthette
Pour les articles homonymes, voir Labarthète.
Robert Labarthette ou Robert Labarthète, né le 5 octobre 1924 à Gan (Basses-Pyrénées) et mort le 2 avril 2009 à Pau, est un joueur international français de rugby à XV. Labarthette connaît une sélection en équipe de France et joue en club avec la Section paloise, puis le FC Lourdes au poste de demi de mêlée ou arrière . Sournommé Lou Tahet (le petit en béarnais), il travaillait en tant que négociant. Son passe-temps favori était la pêche à la ligne.
Robert Labarthette commence le rugby au Gan olympique, comme Jean-Roger Bourdeu.

## Biographie

### Carrière en club
Robert Labarthette commence sa carrière sportive en jouant au football à l'AS Gan. Sur le terrain, malgré sa petite taille, il se distingue par son engagement et son dynamisme.
En 1943, il rejoint la Section Paloisen où la concurrence de Théo Cazenave à la mélée l'oblige à adopter le poste d'arrière.
Labarthette rejoint le FC Lourdes du président Antoine Béguère lors de la saison 1946-47, où il a remporté le championnat de France en 1948 en tant que demi de mêlée.
En 1950, il retourne à la Section paloise avec qui il remporte le Challenge Yves du Manoir en 1952. Cette année-là, il obtient sa sélection en Equipe de France.
Enfin, en 1959, il retourne au Gan Olympique où il retrouve Fernand Bourdeu. Aux commandes des juniors, il entraine Claude Mantoulan.

### Carrière internationale
Agé de 27 ans, mesurant 1,65 mètre et pesant 65 kg, il a disputé un match du Tournoi des V Nations le 12 janvier 1952 contre l'équipe d'Écosse, qui constitue la première victoire française de l'histoire à Murrayfield.

## Palmarès

### En club
Avec le FC Lourdes
- Championnat de France de première division : 
  - Champion (1) : 1948
- Coupe de France :
  - Vainqueur : (1) : 1950

Avec la Section paloise
- Challenge Yves du Manoir :
  - Vainqueur (1) : 1952
  - Finaliste (1) : 1959

### En équipe nationale
- Sélection en équipe nationale : 1